# پایه گروبنر
در جبر محاسباتی، و هندسه جبری محاسباتی، یک پایه‌گروبنر عبارت است از نوعی خاص از زیرمجموعه مولد برای یک ایدئال I در حلقه چندجمله‌ای‌های R.
در واقع، یک پایه‌گروبنر عبارت است از مجموعه چندجمله‌ایهای چندمتغیره که دارای ویژگی‌های مفیدی است که یک راه‌حل الگوریتمی برای بسیاری از مسائل بنیادی در ریاضیات و علوم ارائه نموده است. از منظر دیگر روش پایه‌گروبنر تعمیم چندمتغیره غیرخطی از:
1. الگوریتم اقلیدس برای محاسبه بزرگترین مقسوم علیه مشترک (ب.م.م) در چندجمله‌ای‌های تک‌متغیره،
2. روش حذفی گاوس برای سیستم‌های خطی، و
3. مسائل برنامه‌ریزی خطی می‌باشد.